# Kapusova hržica
Kapusova hržica (znanstveno ime Contarinia nasturtii) je majhna muha, katere ličinke so škodljivci na kapusnicah.

## Opis
Odrasla kapusova hržica meri v dolžino med 1,5 in 2 mm, ličinka pa do 2,5 mm. Na leto ima 3 do 4 rodove, v zadnjem rodu prezimijo ličinke. Odrasle žuželke živijo do 3 dni, med tem časom pa samica izleže okoli sto jajčec v majhnih skupinah na liste gostiteljske rastline. Jajčeca za svoj razvoj potrebujejo vlago, ličinke pa se izležejo po enem do desetih dneh, kar je odvisno od zunanje temperature. Optimalne temperature za razvoj so od 10 do 30 ºC. Ličinke se hranijo od enega do treh tednov, nato pa se spustijo na tla, kjer se ob dobrih pogojih zabubijo v ovalnem kokonu kakšnih 5 cm pod površjem, v slabih pa se zavlečejo globlje v zemljo in v okroglem kokonu preidejo v fazo mirovanja. Ob dobrih pogojih imago izleto po tednu in pol do sedmih tednih.